# The Dwelling Place of Light
Pour plus de détails, voir Fiche technique et Distribution.
The Dwelling Place of Light est un film américain réalisé par Jack Conway, sorti en 1920.

## Synopsis
Claude Ditmar, après avoir eu une aventure avec Elsie Butler, commence à harceler sexuellement sa secrétaire Janet, la sœur d'Elsie. Janet décide alors de démissionner et de rejoindre les ouvriers mécontents de l'usine. Alors qu'il essaie de prévenir une grève, Brooks Insall, un des actionnaires principaux de l'entreprise, rencontre Janet et ils tombent amoureux l'un de l'autre. Lors de la grève, la mère de Janet, un peu folle, tire sur Ditmar, et Janet est accusée du crime. Insall l'innocente, prend la direction de l'usine et fait revenir Elsie, qui, honteuse, s'était exilée. Ce retour rend tout son esprit à la mère de Janet et Elsie, et ils peuvent désormais vivre heureux.

## Fiche technique
- Titre : The Dwelling Place of Light
- Réalisation : Jack Conway
- Scénario : William H. Clifford, d'après le roman The Dwelling-Place of Light de Winston Churchill
- Photographie : Enrique Juan Vallejo
- Production : Benjamin B. Hampton
- Société de production : Benjamin B. Hampton Productions
- Société de distribution : W. W. Hodkinson Corporation, Pathé Exchange
- Pays de production :  États-Unis
- Langue originale : anglais
- Format : noir et blanc — 35 mm — 1,37:1 — Film muet
- Genre : drame
- Durée : 2 100 m - 7 bobines
- Dates de sortie :
  - États-Unis : 12 septembre 1920
- Licence : domaine public

## Distribution
- Claire Adams : Janet Butler
- King Baggot : Brooks Insall
- Robert McKim : Claude Ditmar
- Ogden Crane : Chester Sprole
- Lassie Young : Elsie Butler
- Lydia Knott : Hannah Butler
- George Berrell : Edward Butler
- Beulah Booker : Julia Gallagher
- William V. Mong : John Gallagher
- Aggie Herring : Mme Gallagher
- Nigel de Brulier : James Rolfe
- Charles Murphy : Guido Antonelli